# Creys-Mépieu
Cessieu és un municipi francès, situat a la regió d'Alvèrnia-Roine-Alps, al departament de la Isèra. En aquest municipi hi ha la Central Nuclear de Creys-Malville.
Creada per decret prefectural de l'11 d'agost de 1994, Creys-Mépieu neix de la fusió dels municipis de Creys-Pusignieu i Mépieu que estaven associats des del 29 de setembre de 1989.

## Altres imatges

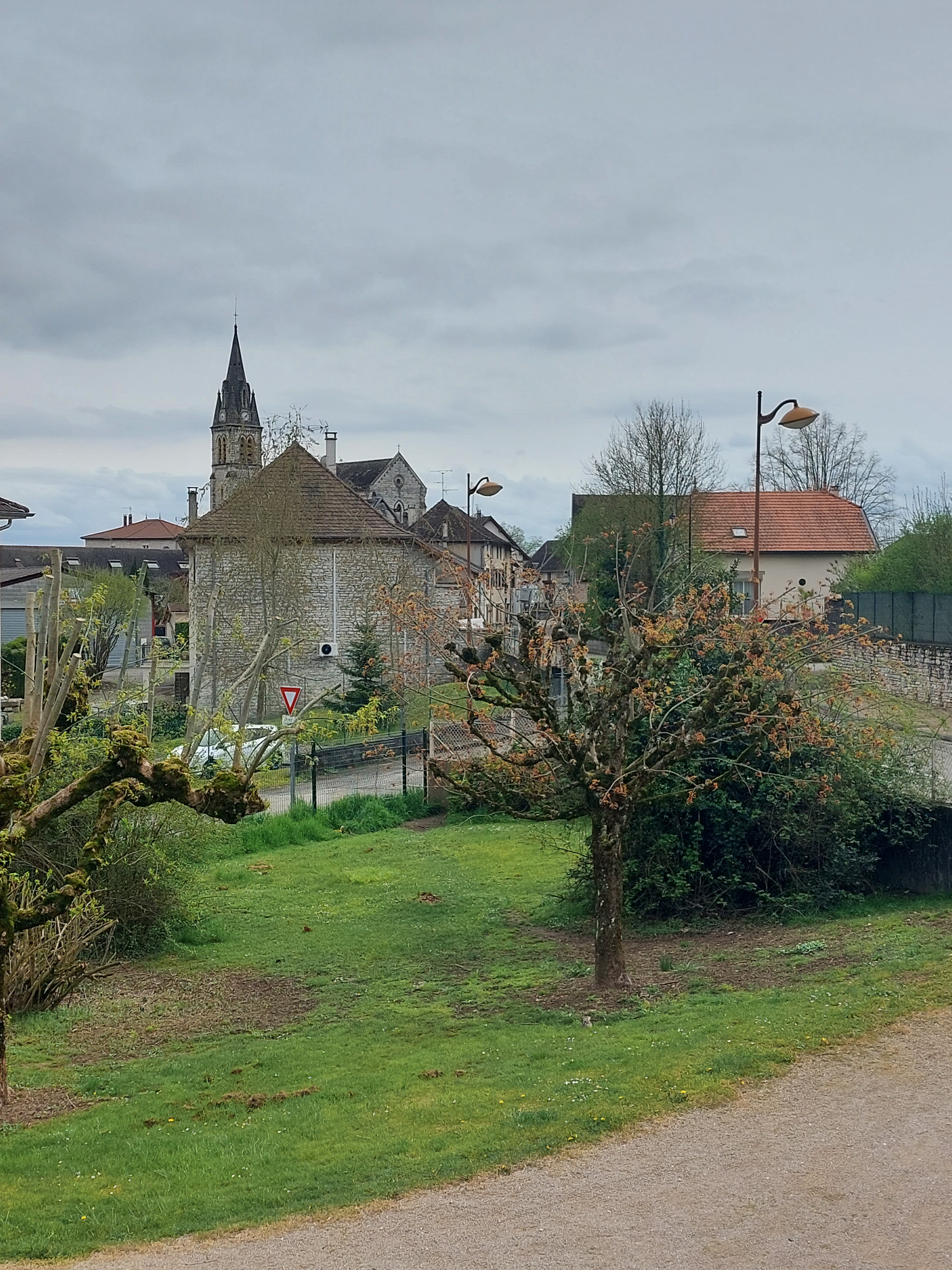
Creys.
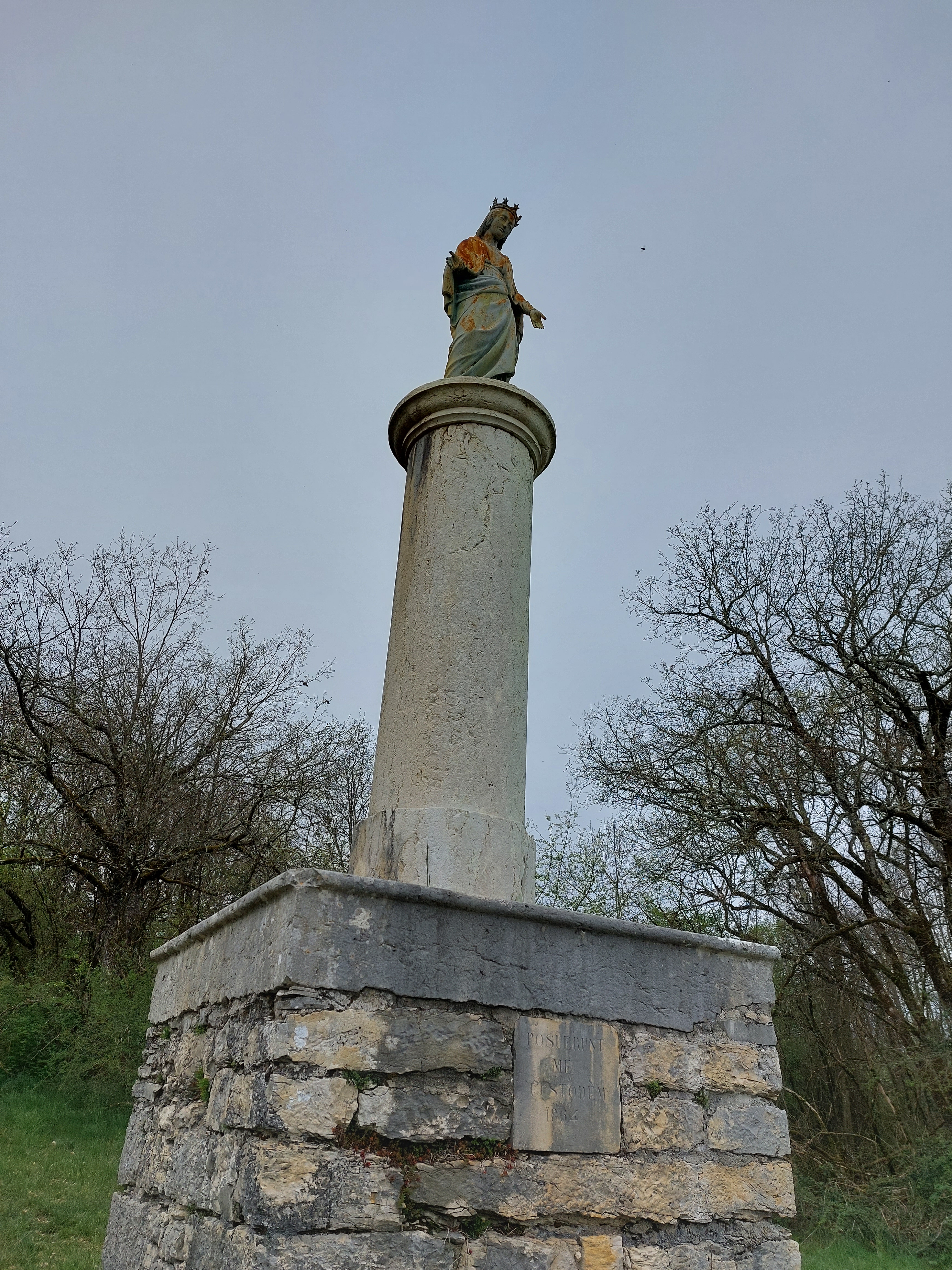
La columna dedicada a la Mare de Déu, a Creys.
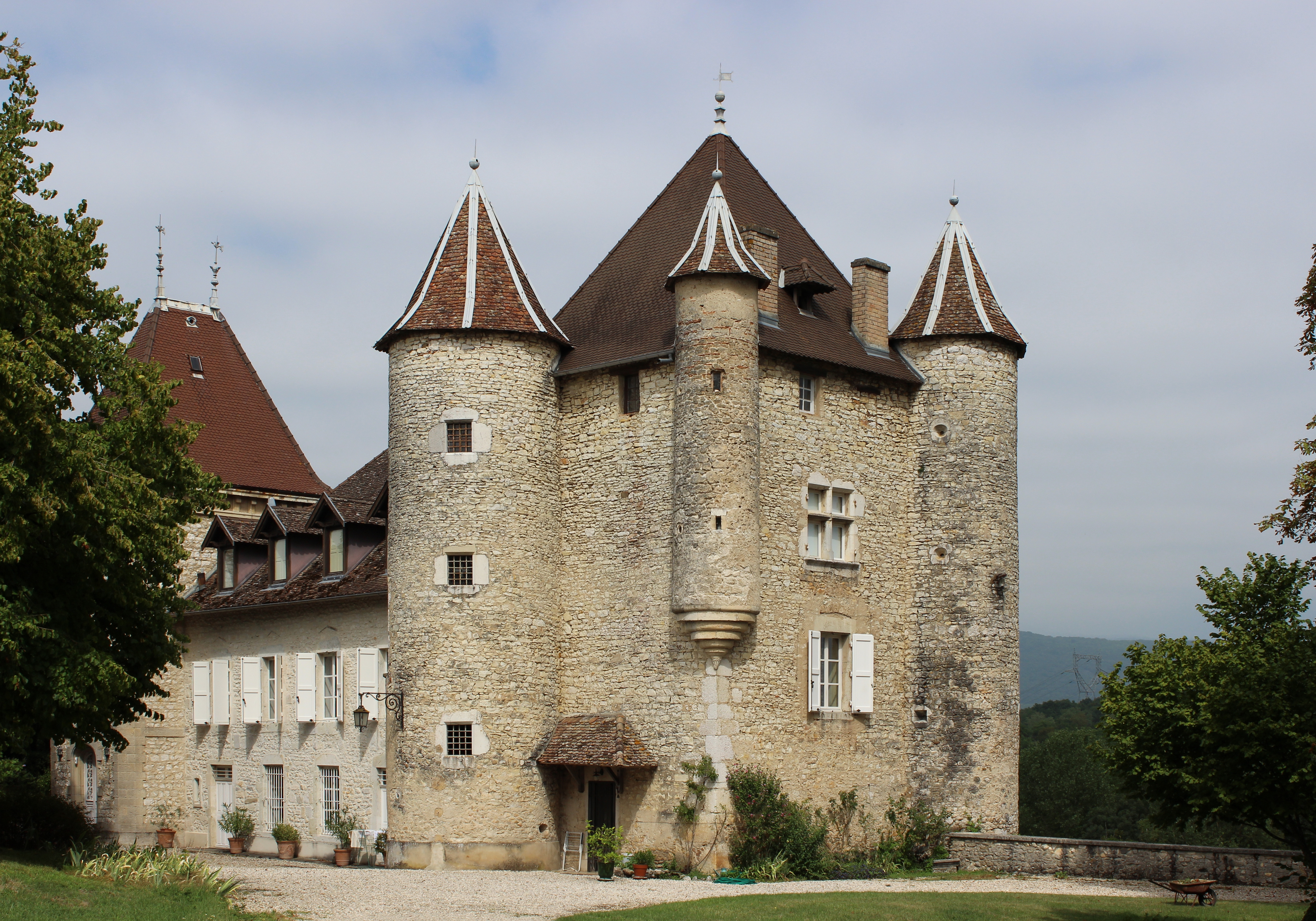
Castell de Mépieu.